# Princess Connect! Re:Dive
Princess Connect! Re:Dive (プリンセスコネクト！Re:Dive,  Purinsesu Konekuto! Ridaibu?) es un videojuego de rol (RPG) creado por Cygames. Fue lanzado en Japón el 15 de febrero de 2018 y en el resto del mundo por Crunchyroll el 19 de enero de 2021 para los sistemas operativos iOS y Android. El juego se anunció en agosto de 2016 como una secuela de Princess Connect!, que se lanzó el 18 de febrero de 2015 y finalizó su servicio en junio de 2016. Una adaptación a anime realizada por CygamesPictures se emitió del 6 de abril al 29 de junio de 2020. una segunda temporada se estrenó en enero de 2022.
El 30 de marzo de 2023, Crunchyroll, el editor de la versión global del juego, anunció que el servicio finalizará el 30 de abril.

## Jugabilidad
Princess Connect! Re:Dive es un videojuego de rol de acción en tiempo real. Los jugadores pueden formar un grupo de hasta cinco miembros para participar en varios modos, como misiones principales y modos de arena jugador contra jugador (PvP). Se pueden obtener nuevos personajes a través de una mecánica de gacha o se pueden intercambiar por Piezas de Memoria específicas de cada personaje (esto último no es posible para personajes exclusivos de un evento). Los jugadores también pueden formar clanes para participar en las Batallas de Clanes, que son similares a las batallas de incursión en un típico juego de rol multijugador masivo en línea, o charlar libremente entre ellos usando texto o emojis en la sala del clan.
Cada personaje jugable en el juego tiene un Union Burst (una habilidad poderosa que puede ser activada manualmente por el jugador tan pronto como su Union Burst Meter, también conocido como TP en el juego, esté cargado), dos Skills (habilidades que se activan automáticamente en tiempos predeterminados según el personaje), una habilidad EX (que son habilidades para ganar estadísticas que se activan al comienzo de cada batalla) y un ataque regular automático. Los jugadores generalmente no tienen control sobre la activación de las habilidades y ataques de los personajes, con la excepción del Union Burst. Sin embargo, todos los modos de arena PvP se ejecutan estrictamente en reproducción automática, donde el Union Burst del personaje se activa tan pronto como su TP está completamente cargado.

## Sinopsis
En el continente de Astraea, un hombre cae del cielo, sin más recuerdos que su nombre, Yuuki. Una elfa llamada Kokkoro lo encuentra, presentándose como su guía en el mundo que están a punto de atravesar. Con la guía de Kokkoro, Yuuki puede aprender cómo funciona este mundo, desde luchar contra monstruos hasta manejar moneda. Para ganar dinero para su viaje, Yuuki y Kokkoro deciden ir a una asociación de gremios cercana para aceptar una misión simple. En su expedición, conocen a Pecorine, una chica algo glotona pero encantadora y experta en la batalla. Al día siguiente, también conocen a Karyl, una chica gata especializada en magia. Después de un tiempo, se forma un vínculo de amistad y camaradería entre ellos, y los cuatro deciden crear su propio gremio. A medida que continúan sus aventuras, exploran el mundo, conocen gente nueva y tal vez descubran los misterios detrás de los recuerdos perdidos de Yuuki.
Princess Connect! Re:Dive (プリンセスコネクト！Re:Dive,  Purinsesu Konekuto! Ridaibu?) es un videojuego de rol (RPG) creado por Cygames y lanzado en Japón el 15 de febrero de 2018 para los sistemas operativos iOS y Android. El juego se anunció en agosto de 2016 como una secuela de Princess Connect!, que se lanzó el 18 de febrero de 2015 y finalizó su servicio en junio de 2016. Una adaptación a anime realizada por CygamesPictures se emitió del 6 de abril al 29 de junio de 2020. una segunda temporada se estrenó en enero de 2022.

## Jugabilidad
Princess Connect! Re:Dive es un videojuego de rol de acción en tiempo real. Los jugadores pueden formar un grupo de hasta cinco miembros para participar en varios modos, como misiones principales y modos de arena jugador contra jugador (PvP). Se pueden obtener nuevos personajes a través de una mecánica de gacha o se pueden intercambiar por Piezas de Memoria específicas de cada personaje (esto último no es posible para personajes exclusivos de un evento). Los jugadores también pueden formar clanes para participar en las Batallas de Clanes, que son similares a las batallas de incursión en un típico juego de rol multijugador masivo en línea, o charlar libremente entre ellos usando texto o emojis en la sala del clan.
Cada personaje jugable en el juego tiene un Union Burst (una habilidad poderosa que puede ser activada manualmente por el jugador tan pronto como su Union Burst Meter, también conocido como TP en el juego, esté cargado), dos Skills (habilidades que se activan automáticamente en tiempos predeterminados según el personaje), una habilidad EX (que son habilidades para ganar estadísticas que se activan al comienzo de cada batalla) y un ataque regular automático. Los jugadores generalmente no tienen control sobre la activación de las habilidades y ataques de los personajes, con la excepción del Union Burst. Sin embargo, todos los modos de arena PvP se ejecutan estrictamente en reproducción automática, donde el Union Burst del personaje se activa tan pronto como su TP está completamente cargado.

## Sinopsis
En el continente de Astraea, un hombre cae del cielo, sin más recuerdos que su nombre, Yuuki. Una elfa llamada Kokkoro lo encuentra, presentándose como su guía en el mundo que están a punto de atravesar. Con la guía de Kokkoro, Yuuki puede aprender cómo funciona este mundo, desde luchar contra monstruos hasta manejar moneda. Para ganar dinero para su viaje, Yuuki y Kokkoro deciden ir a una asociación de gremios cercana para aceptar una misión simple. En su expedición, conocen a Pecorine, una chica algo glotona pero encantadora y experta en la batalla. Al día siguiente, también conocen a Karyl, una chica gata especializada en magia. Después de un tiempo, se forma un vínculo de amistad y camaradería entre ellos, y los cuatro deciden crear su propio gremio. A medida que continúan sus aventuras, exploran el mundo, conocen gente nueva y tal vez descubran los misterios detrás de los recuerdos perdidos de Yuuki.

## Personajes

### Principales
Gremio Gourmet
Yuuki (ユウキ Yuuki?)
Seiyū: Atsushi Abe
Yuuki es uno de los Protagonistas, un humano cuyos recuerdos fueron borrados, pero que guarda un enorme poder en su interior y solo utiliza en momentos puntuales en las batallas. Fue enviado a la tierra por Ameth y Kokkoro se convirtió en su guía para guiarlo en el mundo. Yuuki es una persona de pocas palabras, pero aun así es amable y siempre trata de ayudar a los demás, Aunque también es torpe e imprudente y siempre es el que más daños recibe en las batallas. En el arco 2 del juego Misora revela que Yuuki "murió" protegiendo a Twinkle Wish de Kaiser Insight, por lo cual la IA del juego reunió los fragmentos de la data de Yuuki y la reparó, creando así el Yuuki actual con amnesia. Es posible que Yuuki sea un esper en la vida real, ya que es el único que puede ver a Miyako.
Pecorine (ペコリーヌ Pekorīnu?) / Eustiana von Astraea (ユースティアナ・フォン・アストライア Yūsutiana fon Asutoraia?)
Seiyū: Mao Ichimichi, Lili Beaudoin (Inglés, juego Dragalia Lost)
Pecorine es una humana con cabello largo naranja y ojos azul claro. Es la hija de los reyes de la ciudad principal. Antes de los eventos actuales, mientras Pecorine se encontraba de viaje, Kaiser Insight lanzó un hechizo a todo el reino de Landosol para hacerles creer a los reyes y los habitantes que ella era Eustiana y que Pecorine era una impostora, lo que hizo que ella perdiera su estatus como princesa. Ella empuña una espada gigante que tiene una mordida en la hoja. En un principio, su espada es robada por unos ladrones, pero la recupera cuando ella los rescata de un Dragón Gigante. Tiene una enorme fuerza y una gran cantidad de energía, capaz de pelear con criaturas enormes y poderosas solamente utilizando su fuerza, su movimiento especial es "Princess Strike", el cual causa una gran cantidad de daño y una explosión devastadora, ella es capaz de usarlo por ella misma o con su espada. Siempre es optimista y proactiva a la hora de hacer amigos, así mismo, tiene un apetito voraz, capaz de comer grandes cantidades de comida sin problema alguno. Ella es la líder del gremio 'Gourmet Edifice'. En la vida real, ella es una princesa de un reino ubicado en Europa y sus padres son los que financian el juego Legend of Astrum. Cuando está sola con Yuuki, ella da señales que indican que está enamorada de él.
Kokkoro (コッコロ?) / Kokoro Natsume (棗 こころ Natsume Kokoro?)
Seiyū: Miku Itō
Kokkoro es un miembro de la raza elfa en Astrum con cabello corto y blanco y ojos rosados. Fue elegida para guiar a Yuuki en su estadía en la tierra, y a menudo tiene que rescatarlo de las situaciones absurdas en las que se mete debido a su torpeza. Su arma es una lanza larga más alta que ella con una gema azul brillante como punta, con la que puede utilizar magia. Ella es miembro del gremio 'Gourmet Edifice'. También es una de las Siete Coronas después de heredar el título de su padre. En la vida real es una estudiante de 15 años que asiste a una escuela privada. A pesar de que se encarga de cuidar a Yuuki, se da entender que está enamorada de él.
Karyl (キャル Kyaru?) / Kiruya Momochi (百地 希留耶 Momochi Kiruya?)
Seiyū: Rika Tachibana
Kyaru es un miembro de la raza de las bestias con cabello largo y negro con una raya blanca en su flequillo y ojos verdes. Puede ser descrita como una tsundere, ya que a menudo se queja de Pecorine, pero siempre la sigue a pesar de todo. Tiene una lengua afilada y a menudo se enfada o se pone nerviosa. Ella es miembro del gremio 'Gourmet Edifice'. En la vida real la familia de Kyaru tiene una mentalidad extremista en lo que respecta a relaciones familiares. Desde que era pequeña fue criada sin una pizca de amor en nada para que dejara a un lado las emociones y se convierta en una genio, pero resultó en fracaso, aun así su mamá no quiso rendirse porque Kyaru es su único boleto para recuperar la posición dentro de la familia. Esto ocasionó que ella no tuviera amigos en la escuela, ya que su madre siempre iba a hacer escándalos a las escuela que iba para que así Kyaru no tenga amigos. Debido a que Mana Senri (Kaiser Insight) fue el único que la trató amablemente, Kyaru desarrolló un afecto hacia él, sin saber que sólo la estaba manipulando para sus planes. Después de la derrota de Kaiser, Kyaru es más abierta hacia los demás, especialmente con Yuuki, ya que está enamorada de él.
Sheffy (シェフィ Shefi?) / Shifuna Agato (阿賀斗 紫布菜 Agato Shifuna?)
Seiyū: Reina Kondō
Personaje introducido en el arco 2 del juego. Inicialmente no estaba afiliada a ningún gremio hasta que decidió unirse oficialmente a Gourmet Edifice. Ella resulta ser la hermana perdida de Zane, líder del gremio "Rare Legion". En la vida real es una patinadora artística. Se revela después que Sheffy suele ser controlada por Eris, gracias a lo cual ella sabe la ubicación de Yuuki y su grupo. Al saber esto, Sheffy abandona el gremio Gourmet Edifice en secreto, ya que no quiere ser un peligro para los demás.

### Secundarios
Kaiser Insight (カイザーインサイト?)
Seiyū: Shōta Aoi
Su verdadero nombre es Mana Senri. Principal antagonista del arco 1 del juego y miembro del misterioso grupo conocido como Wisdom. Es responsable de la pérdida de memoria de Yuuki y usurpó la verdadera identidad de Pecorine, haciéndose pasar por ella. Todo esto para convertirse en la gobernante del Reino Landosol. Ella envió a Kyaru para espiar a Pecorine. Tras varias desventuras, Yuuki con la ayuda de Pecorine y las chicas de otros gremios, derrota a Kaiser encerrándola en la dimensión de la sala del tesoro del Palacio Landosol con un dispositivo que drenaría su Mana por toda la eternidad. Al ser derrotada, ella admitió que la razón principal de hacerse pasar por Eustiana (Pecorine) es porque quería ser una princesa. Además, les advierte que "la amenaza que estaba tratando de destruir" ahora es su problema, refiriéndose a Eris. En la vida real es un hombre de apariencia andrógina que es familiar de Kyaru y que a igual que ella fue criado sin una pizca de amor pero con la diferencia de que resultó un éxito, volviéndose un genio, pero le dejó secuelas emocionales. Además, fue uno de los desarrolladores del juego de realidad virtual Legend of Astrum. En el arco 2 del juego, Kaiser es liberada por Misora de su prisión. Luego, se come el poder mágico de Misora para recuperar sus fuerzas (sin llegar a matarla) y se dirige a donde se encuentra Eris. Después de que Eris se separa de Minerva, Kaiser planea tomar a Minerva, por lo cual empieza la lucha entre el y Labyrista, ambos están cansados pero lucharán con todo lo que les queda.
Ameth (アメス Amesu?)
Seiyū: Rie Takahashi
Conocida anteriormente como Fio, es una antigua Hada Guía que acompañó a Yuuki y Twinkle Wish en sus aventuras, actualmente está trabajando para recuperarse de eventos pasados y tratando de arreglar las anormalidades en ese mundo. Ella fue la que encargó a Kokkoro ser la nueva guía de Yuuki. En el arco 2 del juego es capturada por Miroku para estudiar su anatomía y saber cómo evolucionó de hada guía a su estado actual. Más adelante, Ameth es aprisionada en un cristal pegado en un monstruo creado por Miroku, pero es rescatada por Hiyori, quien acaba con su brazos dañados.

###### Twinkle Wish
Hiyori (ヒヨリ?) / Hiyori Harusaki (春咲 ひより Harusaki Hiyori?)
Seiyū: Nao Tōyama
Ella es la líder del gremio 'Twinkle Wish'. Hiyori es una raza de bestias felinas que es enérgica, pero un poco distraída. En la vida real, cuando era niña, conoció a Yuki un día cuando se separó de su madre. Después de que él la ayudó a reunirse con su madre, su amabilidad dejó una profunda impresión en ella, llevándola a ayudar a los necesitados.
Yui (ユイ?) / Yui Kusano (草野 優衣 Kusano Yui?)
Seiyū: Risa Taneda
Ella es miembro del gremio 'Twinkle Wish'. Yui es una chica amable que se especializa en magia curativa. En la vida real, ella es la compañera de clase de Yūki, habiéndolo conocido desde la escuela secundaria. Después de haber sido intimidada por la mayoría de sus compañeros de clase, Yuki fue la única que la trató con amabilidad, lo que la llevó a enamorarse de él, pero aún tiene que admitir sus sentimientos. Esto se traslada a Legends of Astrum, donde también está enamorada de Yūki en el juego. En el arco 2 del juego se revela que ella fue la causante de que todos estén atrapados en el juego, así como en el surgimiento de Eris.
Rei (レイ?) / Rei Shijō (士条 怜 Shijo Rei?)
Seiyū: Saori Hayami
Ella es miembro del gremio 'Twinkle Wish'. Una chica de Fiend-Race que tiene una personalidad genial y hará lo que sea justo cuando ayude a los necesitados. Tiene dificultades para confiar en otros fuera de sus compañeros de gremio y se molesta cuando la dejan atrás en una aventura a pesar de ser inicialmente una jugadora en solitario antes de formar Twinkle Wish. A ella también le gusta pescar. Tsumugi, una chica idol miembro del gremio 'Carmina' la admira mucho.

###### Labyrinth
Labyrista (ラビリスタ Rabirisuta?) / Akira Mosakuji (模索 路晶 Mosakuji Akira?)
Seiyū: Miyuki Sawashiro
Una misteriosa mujer humana que tiene un interés especial en Yūki. Ella es una de las Siete Coronas y es quien le otorgó a Yuki sus poderes especiales, convirtiéndolo así en su Princesa Caballero. También es creadora de crepes, y lo hace tanto en Legends of Astrum como en la vida real, donde es dueña de un camión de comida.
Shizuru (シズル?) / Shizuru Hoshino (星野 静流 Hoshino Shizuru?)
Seiyū: Hitomi Nabatame
Ella es miembro del gremio 'Labyrinth'. Shizuru es una mujer humana que tiene un personaje de tipo hermana mayor que cuida a los que encuentra. Ella es particularmente cariñosa con Yūki, quien, según ella, es su hermano menor. En la vida real, ella es la vecina de al lado de Yūki y su amigo de la infancia. Mientras sus padres están en un viaje de negocios, sus padres le encargan a Shizuru que lo cuide en su ausencia, lo que ella toma en serio como su autoproclamada "hermana mayor". A pesar de estar enamorada de Yuuki, ella y Rino acordaron no hacer avances injustos con respecto a él.
Rino (リノ?) / Rino Inosaki (衣之咲 璃乃 Inosaki Rino?)
Seiyū: Kana Asumi
Ella es miembro del gremio 'Labyrinth'. Rino es una mujer humana que dice ser la hermana pequeña de Yūki. Ella es enérgica y hace todo lo posible para impresionar a Yuki, algo que le disgusta el hecho de que tiene que vigilarlo desde las sombras. Además, a menudo no entiende los modismos , por lo que se toma esas frases al pie de la letra. En la vida real, conoce a Yūki desde la infancia, ya que él la consolaba cada vez que estaba molesta, por lo que lo trata como si fuera su hermano mayor. Ella y Shizuru acordaron no hacer avances injustos con respecto a Yuuki.

###### Little Lyrical
Mimi (ミミ?)
Seiyū: Rina Hidaka
Ella es la líder del gremio 'Little Lyrical'. Una chica de Beast-Race que tiene como tema accesorios de conejito, aunque se desconoce su raza de bestias precisa. Tiene una personalidad "esponjosa" y vive la vida sin malicia. Se pierde con facilidad, se distrae con cosas lindas y disfruta inventando canciones que canta.
Misogi (ミソギ?)
Seiyū: Sumire Morohoshi
Ella es miembro del gremio 'Little Lyrical'. Una chica humana que disfruta gastar bromas a los demás y vivir aventuras con sus compañeros de gremio.
Kyouka (キョウカ?)
Seiyū: Yui Ogura
Ella es miembro del gremio 'Little Lyrical'. Una chica de raza Elfa que tiene una lengua afilada y tiene dificultades para ser honesta con sus sentimientos.

###### Forestier
Misato (ミサト?) / Misato Aikawa (愛川 美里 Aikawa Misato?)
Seiyū: Mariko Kouda
Ella es la líder del gremio 'Forestier'. Una mujer de raza Elfa que tiene una personalidad maternal. Su "poder gentil" puede calmar y domesticar incluso a los monstruos en Legends of Astrum . Ella es una trabajadora de cuidado infantil en la vida real y, a veces, trata a Yuki como a un niño en el juego y en la vida real.
Aoi (アオイ?) / Aoi Futaba (双葉 碧 Futaba Aoi?)
Seiyū: Kana Hanazawa
Ella es miembro del gremio 'Forestier'. Una chica Elf-Race que desea hacer amigos, pero debido a su personalidad tímida, tiene problemas para hacerlo. Yūki es una de las primeras personas en acercarse a ella y hacerse amiga de ella en Legends of Astrum y en la vida real.
Hatsune (ハツネ?) / Hatsune Kashiwazaki (柏崎 初音 Kashiwazaki Hatsune?)
Seiyū: Ayaka Ōhashi
Ella es miembro del gremio 'Forestier'. Una chica de raza Elfa con poderes sobrenaturales de telequinesis y teletransportación que elige esconder. A veces tiene sueño como resultado de usar sus poderes. Normalmente, Hatsune tiene una personalidad burbujeante y está llena de energía, a veces puntuando sus oraciones con "Kira ~ n". Ella es la hermana mayor de Shiori en Legends of Astrum y en la vida real, a quien ama mucho y usa sus poderes para ayudar a cubrir. Sin embargo, cada vez que intenta usar esos poderes, se adormece debido al retroceso y, a menudo, se queda dormida (a veces en lugares aleatorios). No parece quedarse dormida con tanta frecuencia cuando Yuuki está cerca.

###### Carmina
Nozomi (ノゾミ?) / Nozomi Sakurai (桜井 望 Sakurai Nozomi?)
Seiyū: Yōko Hikasa
Ella es la líder del gremio 'Carmina'. Una mujer cuya ambición es convertirse en Top Idol en la ciudad de Landosol. En la vida real, es una idol cuya popularidad entra en juego en Legends of Astrum debido a que su apariencia en el juego es la misma que en la vida real. Ella está enamorada de Yuki ya que él fue la primera persona en Legends of Astrum que no la reconoció de inmediato y la trató normalmente.
Chika (チカ?) / Chika Misumi (三角 千歌 Misumi Chika?)
Seiyū: Ayaka Fukuhara
Ella es miembro del gremio 'Carmina'. A pesar de ser una buena cantante, tiene miedo escénico.
Tsumugi (ツムギ?) / Tsumugi Mayumiya (宵ヶ浜 深月 Mayumiya Tsumugi?)
Seiyū: Ibuki Kido
Ella es miembro del gremio 'Carmina'. A pesar de ser de estatura baja que Nozomi y Chika, Tsumugi está más dotada que ellas. Es bastante devota hacia Rei y siente celos hacia Yuuki porque los ve entrenando juntos, aunque luego desarrolla sentimientos hacia él, actuando como una tsundere. En la vida real, ella es una estudiante de primer año de Rei en su escuela. Su admiración hacia Rei se debe a que ella la salvó de unos matones.

###### Caon
Makoto (マコト?) / Makoto Aki (安芸 真琴 Aki Makoto?)
Seiyū: Mikako Komatsu
Ella es miembro del gremio 'Caon'. En la vida real, ella es compañera de clase de Yui y la apoya en su amor hacia Yuuki, aunque ella también tiene sentimientos hacia él.
Kasumi (カスミ?) / Kasumi Kirihara (霧原 かすみ Kirihara Kasumi?)
Seiyū: Inori Minase
Ella es miembro del gremio 'Caon'. Kasumi es una detective segura de sí misma que está muy orgullosa de sus capacidades de deducción. Se muestra que es muy amable con las personas que la rodean, incluso yendo tan lejos como para apoyar y motivar a Kiiri, su imitadora de sombras. En la vida real, ella es estudiante de primer año de Yuuki y él es uno de sus pocos amigos, ya que de lo contrario tiende a ser solitaria.
Maho (マホ?) / Maho Himemiya (姫宮 真歩 Himemiya Maho?)
Seiyū: Maaya Uchida
Ella es la líder del gremio 'Caon'. Maho es una chica amable y cariñosa que trabaja para poner a los que la rodean antes que a sí misma, a veces hasta el final. Ella cose peluches como pasatiempo y tiene una gran colección de peluches que ha hecho o "rescatado" de tiendas/arcades. Ella considera a Yuuki como su "príncipe".
Kaori (カオリ?) / Kaori Kyan (喜屋武 香織 Kyan Kaori?)
Seiyū: Natsumi Takamori
Ella es miembro del gremio 'Caon'. Es de carácter inocente y sincera. Ella no es particular sobre los detalles y cree que, independientemente de lo que suceda, todo saldrá bien al final. En la vida real, proviene de Okinawa y le encantan las prácticas culturales de Okinawa y los elementos nativos de su hogar.

###### Diábolos
Iriya (イリヤ?)
Seiyū: Sakura Tange
Ella es la líder del gremio 'Diábolos'. Una chica de Fiend-Race que es un vampiro en la vida real. Ella desea conquistar el mundo, pero ha perdido la mayor parte de sus poderes a lo largo de los siglos. Su forma normal es la de una niña, aunque con todo su poder, como cuando está empoderada por los poderes de Yūki, adquiere la apariencia de una mujer madura hasta que el poder desaparece. Como tal, ella valora a Yūki como un subordinado y un medio para reclamar su antigua gloria.
Shinobu (シノブ?)
Seiyū: Yuka Otsubo
Ella es miembro del gremio 'Diábolos'. Una chica Fiend-Race con una personalidad tranquila y reservada. Ella está acompañada por un "padre calavera" que es cruel y manipulador para salir con chicas jóvenes, pero se preocupa profundamente por Shinobu. Disfruta de la adivinación, aunque su padre cráneo es quien hace el acto.
Akari (アカリ?)
Seiyū: Azumi Asakura
Ella es miembro del gremio 'Diábolos'. Una chica de Fiend-Race y la hermana gemela menor de Yori. Ella actúa malcriada, pero de todos modos es adorada por todos.
Yori (ヨリ?)
Seiyū: Sayuri Hara
Ella es miembro del gremio 'Diábolos'. Una chica de Fiend-Race y la hermana gemela mayor de Akari. Es una niña tímida que tiene dificultades para hablar y a menudo se disculpa cuando siente que ha molestado a alguien, incluso cuando no está justificado.
Miyako (ミヤコ?)
Seiyū: Sora Amamiya
Ella es miembro del gremio 'Diábolos'. Una chica de Fiend-Race y un fantasma. Miyako está obsesionada con el pudín y lo busca sin descanso. Ella persigue a Yūki, entre otros, para que le dé budín, aunque él es una de las pocas personas que realmente la ayuda a conseguir el pudín para ella.

###### NIGHTMARE
Jyun (ジュン?)
Seiyū: Ayako Kawasumi
Ella es la líder del gremio 'NIGHTMARE'. Una mujer humana que usa una armadura de caballero pesada que oscurece su rostro y que solo se ve en casos muy raros, incluso en la vida real. Se toma en serio su trabajo como capitana de los caballeros del palacio, pero disfruta cada vez que Yūki la visita de turno. En la vida real, Jun trabaja en un parque temático como un héroe enmascarado de Tokusatsu para el entretenimiento del parque.
Christina (クリスティーナ?)
Seiyū: Chiaki Takahashi
Ella era la antigua líder del gremio 'Round Table', una exmiembro del gremio 'NIGHTMARE' y también una de las Siete Coronas. Una mujer humana exmiembro de NIGHTMARE, aunque todavía tiene alguna asociación con el gremio y es una de las Siete Coronas. Es impulsiva y, a menudo, desea luchar contra oponentes fuertes, a menudo con efectos negativos en su entorno. Ella es productora de ídolos para Carmina.
Tomo (トモ?)
Seiyū: Minori Chihara
Ella es miembro del gremio 'NIGHTMARE'. Una chica humana que atesora a sus amigos y disfruta burlarse de otras personas para divertirse.
Matsuri (マツリ?)
Seiyū: Asami Shimoda
Ella es miembro del gremio 'NIGHTMARE'.

###### Sarendia
Saren (サレン?) / Saren Sasaki (佐々木 咲恋 Sasaki Saren?)
Seiyū: Yui Horie
Ella es la líder del gremio 'Sarendia'. Una chica Elf-Race que fue miembro de NIGHTMARE antes de establecer Sarendia para servir mejor a la gente. En la vida real, Yūki es amiga de la infancia de Saren cuando su familia una vez se empobreció, habiéndola defendido de los matones. Ella se volvió más asertiva como resultado de no ser una carga para él y mantiene una amistad con él incluso después de que su familia se hizo rica. Ella sigue siendo humilde y conoce el valor total del dinero y lo usa sabiamente para apoyar sus metas.
Suzume (スズメ?) / Suzume Amano (天野 すずめ Amano Suzume?)
Seiyū: Aoi Yūki
Ella es miembro del gremio 'Sarendia'. Una mujer humana y la doncella de Saren. Se dedica a servir a Saren, pero su torpeza a menudo causa contratiempos, aunque Saren aprecia mucho su esfuerzo.
Ayane (アヤネ?) / Ayane Hojo (北条 綾音 Hōjō Ayane?)
Seiyū: Yū Serizawa
Ella es miembro del gremio 'Sarendia'. Una hembra humana que está acompañada por su amado oso de peluche, Puukichi. Trata a Yuki como a un hermano mayor.
Kurumi (クルミ?) / Kurumi Kuribayashi (栗林 くるみ Kuribayashi Kurumi?)
Seiyū: Kana Ueda
Ella es miembro del gremio 'Sarendia'. Una mujer humana que es una chica violeta que se encoge. Tiene dificultad para que la miren y hace todo lo posible para evitar llamar la atención. Yuki es una de las pocas personas con las que se siente cómoda hasta cierto punto.

###### Elizabeth Park
Rima (リマ?)
Seiyū: Sora Tokui
Ella es miembro del gremio 'Elizabeth Park'. Una llama Beast-Race ama las cosas bonitas y le gusta vestirse a la moda. Recibe una manzana de un misterioso benefactor que temporalmente le da una forma más humana. En la vida real, ella es una llama real que desea ser una niña de verdad. Ella está familiarizada con Yuki aunque él y muchos otros no pueden entenderla ya que ella solo puede decir " Rima " fuera de Legends of Astrum. Finalmente, Yuki es capaz de comprender algunos de sus sentimientos, pero aún no sabe lo que está diciendo en la vida real.
Mahiru (マヒル?) / Mahiru Noto (野戸 まひる Noto Mahiru?)
Seiyū: Emi Nitta
Ella es la líder del gremio 'Elizabeth Park'. Una mujer humana que disfruta de la agricultura y de hacer bromas. En la vida real, creció en una granja y ayuda a su familia.
Rin (リン?) / Rin Morichika (森近 鈴 Morichika Rin?)
Seiyū: Kotori Koiwai
Ella es miembro del gremio 'Elizabeth Park'. Una ardilla de raza Bestia que es perezosa y pasa la mayor parte de su tiempo durmiendo o recolectando bellotas. Ella no es miembro de un gremio en particular, pero principalmente pasa su tiempo en Elizabeth Park más que cualquier otro gremio.
Shiori (シオリ?) / Shiori Kashiwazaki (柏崎 栞 Kashiwazaki Shiori?)
Seiyū: Ami Koshimizu
Ella es miembro del gremio 'Elizabeth Park'. Una tigre blanco de raza Bestia que es tranquila y reservada, pero tiene una constitución enfermiza. Como resultado, se unió a Elizabeth Park debido a las condiciones ideales para mantener su salud. En Legends of Astrum y en la vida real, ella es la hermana menor de Hatsune a quien ama mucho.

###### Mercurius Foundation
Akino (アキノ?)
Seiyū: Rei Matsuzaki
Ella es la líder del gremio 'Mercurius Foundation'. En la vida real, proviene de una familia adinerada y se pierde con facilidad debido a que fue criada como una princesa. Suele ir a la escuela de Yuuki en un helicóptero.
Mifuyu (ミフユ?)
Seiyū: Azusa Tadokoro
Ella es miembro del gremio 'Mercurius Foundation'.
Tamaki (タマキ?)
Seiyū: Manami Numakura
Ella es miembro del gremio 'Mercurius Foundation'. En la vida real, es una apasionada a los gatos.
Yukari (ユカリ?)
Seiyū: Asami Imai
Ella es miembro del gremio 'Mercurius Foundation'. Le gusta beber mucho. En la vida real, es profesora de clases de Yuuki.

###### Lucent Academy
Io Hasekura (支倉 伊緒 Hasekura Io?)
Seiyū: Shizuka Itō
Ella es la líder del gremio 'Lucent Academy', quien es bastante popular debido a su belleza y su personalidad coqueta. En la vida real, ella es la maestra de aula de Yūki y es un poco tonta. A pesar de sus intenciones inocentes, su cariño por Yuki ha hecho que él sea el blanco de la ira de los otros chicos de su clase debido a que Io lo trata de manera especial.
Suzuna Minami (美波 鈴奈 Minami Suzuna?)
Seiyū: Sumire Uesaka
Ella es miembro del gremio 'Lucent Academy' y estudiante de la academia. Debido a que trabaja como modelo, tiene un bajo rendimiento en las calificaciones. En la vida real, es una gal y trabajó como modelo para la revista juvenil "Ageage".
Misaki Tamaizumi (玉泉 美咲 Tamaizumi Misaki?)
Seiyū: Misaki Kuno
Ella es miembro del gremio 'Lucent Academy' y estudiante de la academia. Debido a su escasa edad, actúa como si fuera una persona madura ya que odia que la traten como a una niña. También le gusta hablar como si fuera similar a la realeza y tiende a darle órdenes a Yuuki, aunque da marcha atrás si siente que ha ido demasiado lejos.

###### Twilight Caravan
Eriko (エリコ?) / Eriko Kuraishi (倉石 恵理子 Kuraishi Eriko?)
Seiyū: Chinami Hashimoto
Ella es miembro del gremio 'Twilight Caravan'. Una chica de Fiend-Race que tiene una obsesión con Yūki porque cree que él es su alma gemela. Ella tiene rasgos yandere y castigará a cualquiera que se lo impida en sus intentos de asegurar a Yūki. Ella tiene una debilidad por los niños.
Nanaka (ナナカ?) / Nanaka Tanno (丹野 七々香 Tanno Nanaka?)
Seiyū: Haruka Yoshimura
Ella es miembro del gremio 'Twilight Caravan'. Una chica de Fiend-Race que es un Otaku en la vida real. Su discurso usa mucho el habla de Internet y tiende a gritar frases grandiosas cuando está en combate. Es fanática del anime y el manga de chicas mágicas. Ella ha conocido a Yuki desde la escuela primaria, compartiendo los mismos intereses de "juegos incondicionales".
Ruka (ルカ?) / Ruka Tachiarai (太刀洗 流夏 Tachiarai Ruka?)
Seiyū: Rina Satō
Ella es la líder del gremio 'Twilight Caravan'.
Anna (アンナ?) / Anna Hiiragi (柊杏 奈 Hiiragi Anna?)
Seiyū: Asami Takano
Ella es miembro del gremio 'Twilight Caravan'. Una chica Fiend-Race con personalidad chunibyo.
Mitsuki (ミツキ?) / Mitsuki Yoigahama (宵ヶ浜 深月 Yoigahama Mitsuki?)
Seiyū: Kotono Mitsuishi
Ella es miembro del gremio 'Twilight Caravan'.

###### Weissflügel
Monika Weisswind (モニカ・ヴァイスヴィント Monika Weisswind?)
Seiyū: Ayumi Tsuji
Ella es la líder del gremio 'Weiß Flügel Landosol Branch'. A pesar de tener 17 años, es de baja estatura y no le gusta que la traten como una niña. Ella es originaria de Rage of Bahamut, otro juego de Cygames.
Kuuka (クウカ?) / Kuuka Tomi (遠見 空花  Tomi Kuuka?)
Seiyū: Juri Nagatsuma
Ella es miembro del gremio 'Weiß Flügel Landosol Branch'. Es muy masoquista y está enamorada de Yuuki, a quien erróneamente lo considera un sádico y lo llama "Sr. Sádico". A menudo tiene fantasías extremas sobre los actos de sadismo que Yuuki finalmente no hace.
Yuki Nijimura (虹村 雪 Nijimura Yuki?)
Seiyū: Naomi Oozora
Es miembro del gremio 'Weiß Flügel Landosol Branch'. Es muy narcisista y se ama a sí mismo. Habla extravagantemente, a menudo hablando de su belleza. Valora la belleza por encima de todo lo demás. A pesar de que en el mundo de Astrum tiene apariencia femenina, Yuki es un chico en la vida real.
Ayumi Ishibashi (石橋 あゆみ Ishibashi Ayumi?)
Seiyū: Eri Oozeki
Ella es miembro del gremio 'Weiß Flügel Landosol Branch'. Ayumi es una chica extremadamente tímida y fácilmente abrumada que tiende a mirar desde la distancia en lugar de entablar una conversación ella misma. Después de ser salvada por Yuuki, Ayumi desarrolla una obsesión con él y se la ve constantemente observándolo desde la distancia, a veces yendo tan lejos como para seguirlo. Tiene muy poca presencia y la mayoría de las personas no la notan, incluso si están cerca de ella.
Ninon Joubert (ニノン・ジュベール Ninon Jubeeru?)
Seiyū: Satomi Satō
Ella es miembro del gremio 'Weiß Flügel Landosol Branch'. Una mujer humana que está obsesionada con la cultura japonesa y modela su estilo de lucha y los hábitos de los ninjas. En la vida real, es originaria de Francia y tiene una visión sesgada de la cultura japonesa debido a que se basa en el anime y los medios relacionados. Habla con acento occidental.

###### St. Theresa's Academy (Friendship Club)
Yuni (ユニ Yuni?)
Seiyū: Konomi Kohara
Es la líder del gremio 'Friendship Club'. Una maga de soporte que aumenta la fuerza física de sus aliados. Es seria, tiene poco tacto para decir las cosas y perezosa para la actividad física pero muy dedicada a los estudios.
Chieru (チエル Chieru?)
Seiyū: Ayane Sakura
Es una miembro del gremio 'Friendship Club'. Posee una personalidad vivaz. En la vida real conoció a Yuuki en una reunión entre chicos y chicas, donde empezaron a conversar y se llevaron muy bien.
Chloe (クロエ Kuroe?)
Seiyū: Atsumi Tanezaki
Es una miembro del gremio 'Friendship Club'. Debido a su mirada amenazante, es vista como una delincuente. Pero en el fondo es una chica amable a la que se le da bien cuidar de los demás.

###### Dragon's Nest
Homare (ホマレ?) / Homare Tohno (遠野 帆稀 Tōno Homare?)
Seiyū: Saori Ōnishi
Es la líder del gremio 'Dragon's Nest'. Homare es un miembro de la raza de dragones de Astrum con cabello largo y morado y ojos rojos. Se rumoraba de que ella es miembro de Seven Crowns, pero era un plan de Homare para atraer a Rare Legion. Ella es consciente de que está dentro del juego "Legends of Astrum" y de la presencia de Minerva, así como su existencia en el mundo real, pero se desconoce si recuerda algo en el mundo real como Muimi. En el arco 2 del juego, después del rescate de Yuuki, Homare se enfrenta a Eris, pero es asesinada por ésta al atravesarle con su báculo. No obstante, el daño que le infligió Homare a Eris fue suficiente para que ésta pierda la conexión con Minerva.
Inori (イノリ?) / Inori Ichinose (一ノ瀬 祈梨 Ichinose Inori?)
Seiyū: Akane Fujita
Es una miembro del gremio 'Dragon's Nest'.
Kaya (カヤ?) / Kaya Kido (鬼道 嘉夜 Kidō Kaya?)
Seiyū: Makoto Koichi
Es una miembro del gremio 'Dragon's Nest'.
Muimi Sonoue (園上 矛衣未 Sonoue Muimi?)
Seiyū: Megumi Han
Uno de los pocos personajes que recuerda el mundo real y los eventos de Princess Connect. Actualmente no está afiliada a ningún gremio. Ella posee poderes esper en la vida real, pero fueron sellados en su totalidad por los Seven Crowns en el juego. A cambio, obtuvo la espada Tenrou Hadan, convirtiéndola en una potente combatiente física.
Djeeta (ジータ?)
Seiyū: Hisako Kanemoto
Una chica humana de otro mundo que no está afiliada a ningún gremio. En la vida real, es una estudiante nueva en la escuela de Yuuki y está en su clase. Djeeta proviene de Granblue Fantasy, otro juego de Cygames.
Arisa (アリサ?)
Seiyū: Kana Yūki
Una elfa de otro mundo que llegó a Landosol en busca de su amiga Losaria. Ella es de otro juego móvil de Cygames, Shadowverse.

###### Alter Maiden
Riri Tokugawa (徳川 莉々 Tokugawa Riri?)
Seiyū: Minori Suzuki
Kuria (クリア Kuria?)
Seiyū: Kaori Maeda
Precia (プレシア Pureshia?)
Seiyū: Kanon Takao

### Otros personajes
Karin (カリン Karin?)
Seiyū: Aya Suzaki
Personal de la Asociación de Gestión Gremial. Una sirvienta que administra la casa del gremio.

##### Neneka(ネネカ,Neneka?)
Seiyū: Yuka Iguchi
Ella era la líder del gremio 'Kaleidoscope' y también es una de las Siete Coronas.
Creditta Cash (クレジッタ・キャッシュ Kurejita Kyasshu?)
Seiyū: Lynn
También conocida como Claire Voyancia (クレア・ボヤンシア Kurea Boyanshia) es la líder del gremio 'Richmond Commerce Association'. Está a cargo del proyecto de reconstrucción de la capital real que fue dañada durante la batalla contra Kaiser Insight. Creditta es una mujer muy segura de sí misma que hace el mejor uso posible de sus mercenarios en lugar de luchar por sí misma. Tiene una baja opinión de la persona promedio, llamándola plebeya o campesina, y no está por encima de insultarlos en la cara. Después de la batalla contra Misora, Creggita pasa de ser déspota a alguien mucho más confiable y seria para el bienestar de la ciudad. Ella es muy devota hacia Pecorine.
Eris (エリス Erisū?)
Seiyū: Houko Kuwashima
Es una mujer misteriosa cuyo rostro se asemeja a Yui que observa los eventos que ocurren en Landosol y la mente maestra detrás del gremio 'Rare Legion'. Ella ordenó capturar a todos los miembros de Seven Crowns por una razón aún desconocida. Se revela que Eris nació del mismo deseo que Yui había hecho durante la desafortunada batalla de Twinkle Wish con Kaiser Insight en el piso superior de la Torre del Sol. Mana había sentido la conexión de Yui con Minerva y trató de interrumpirla matándola, pero Yuuki recibió el golpe, permitiendo que el proceso de "Princess Connect" finalizara. Posteriormente, a Eris se le había dado acceso al sistema de Legend of Astrum, permitiéndole manipular todo y hacer lo que le plazca, revelando que ella es la que está detrás del mundo que se reinicia cada vez que Yuuki falla en derrotar a Mana en el mundo reconstruido. Su objetivo es capturar a los Seven Crowns para crear un mundo de sueño donde estén únicamente ella y Yuuki. A igual que Yui y Hiyori, Eris se refiere a Yuuki como "Kishi-kun" (Sr. Caballero). Al reunirse nuevamente con Yuuki tras ser capturado por Misora, Eris lo lleva a una dimensión aparte y le pide aceptar su deseo de estar juntos, pero Yuuki rechaza el deseo. En eso llega Yui y rescata a Yuuki con ayuda de Labyrista, lo que hace enfurecer a Eris, quien decide acabar con todos. Pero en ese momento llega Homare y tras evacuar a todos, se enfrenta ella sola contra Eris. Sin embargo Homare no es rival para Eris y ésta la mata atravesándola con su báculo. Luego, va a donde está Yuuki y los derrota a todos, quedando sola frente a Yui y Yuuki. Yuuki rechaza por completo el deseo de Eris y en un ataque de ira Eris le provoca una herida grave, pero dándole poder mágico a Yui logran curarlo. El grupo sigue vivo y Eris es atacada por Kaya e Inori. Eris no entiende como siguen vivos y se da cuenta de que su conexión con Minerva ha sido severamente dañada y su poder ha disminuido mucho. Es lo último que hizo Homare antes de morir y era su verdadero plan, siendo ella el sacrificio. Para estabilizar y aumentar su poder, Eris se funciona con un gigante de las llamas del fin que se encontraba cerca y se enfrenta a Kyaru, quien no consigue hacerle daño. En ese momento llega un ataque que impacta contra Kyaru (salvándola e hiriéndola mucho) y Eris a la vez, revelándose que es Kaiser, quien fue liberado por Misora. Posteriormente Yuuki y las chicas logran derribar al gigante de las llamas y Eris se teletransporta a la cima de la Torre del Sol, encontrándose cara a cara con Yui. Después de un breve enfrentamiento, Eris le revela a Yui su origen: cuando Minerva iba a cumplir el deseo de Yui las dos fueron atacadas por Kaiser, pero Yui logró liberarse, aun así esto generó un error en el sistema y Minerva tuvo que crear un duplicado de emergencia, la cual fue Eris. El último intento de Kaiser terminó distorsionando el mundo, y Eris se mezcló con Minerva como administradora. Se cortó la conexión con el mundo exterior, la percepción de los jugadores fue alterada y nacieron los resets. Cada vez que se daba un reset ella se despertaba ahí y toda la información de este era procesada en su cerebro, lo cual fue una tortura para ella. Al final el choque resulta en un empate pero Eris va a desaparecer por el colapso de su data. Yui abraza a Eris y le pide perdón. En ese momento llegan el resto de Gourmet y Twinkle Wish, Eris con sus últimas fuerzas les dice que sabe que intentar atraparlos es un pecado demasiado grande, pero aun así les pide perdón. Yuuki la perdona y con eso finalmente Eris se desintegra con una sonrisa en su rostro.
Zane (ゼーン Zane?)
Seiyū: Makoto Furukawa
Es el líder del gremio 'Rare Legion'. Zane parece ser estoico y tranquilo, pero tolerante con sus compañeros del gremio. También es sabio y le da consejos fácilmente a Kariza. También olvidó sus recuerdos como Yuuki y Shefi. Se unió al gremio con tal de poder recuperar su memoria. Su poder es descomunal, llegando a ser fácilmente superior en una batalla con muchas Princess Form. No es malvado en general y no le hará daño a nadie que no sea un enemigo. E incluso a sus enemigos les ofrece la opción de rendirse primero. Se revela que Shefi es la hermana menor de Zane. Tras la derrota del gremio, Misora los traiciona y convoca a Eris, quien decide matar a todos empezando con Shefi, pero Zane se puso frente a ella y bloqueó el ataque con su cuerpo, lo que resultó en su eliminación y su "muerte". No obstante, se revela después que fue revivido y transformado en un zombie por Miroku.
Kariza (カリザ Kariza?)
Seiyū: Miho Okazaki
Es miembro del gremio 'Rage Legion'. Posee la habilidad de manipular monstruos. Parece tener una aversión hacia los adultos (o más bien las personas mayores) en general con pocas excepciones (como Zane ). También siente disgusto por los miembros de Seven Crowns. Él y sus compañeros atacan Landosol, pero son derrotados por los otros gremios. Más tarde, cuando aparece Eris e intenta eliminar a todos y restablecer el mundo, Kariza se enojó cuando Zane fue asesinado en la pelea injusta. Kariza y Ranpha pudieron escapar y se teletransportaron de regreso al escondite con Azold sacrificándose.
Ranpha (ランファ Ranpha?)
Seiyū: Sayaka Harada
Ella es miembro del gremio 'Rage Legion'. Ella puede escuchar todas las voces del mundo, incluyendo las voces de las shadow y voces que no se pueden escuchar. Esto la tortura todo el tiempo por lo que su deseo es ser libre de esa capacidad. En realidad no le gusta pelear, pero quiere librarse de lo que ella llama su maldición. Por esta razón se une al gremio. Tras la derrota del gremio, ella y Kariza son teletransportados por Azold al escondite, al ver que Eris mató a Zane. Más adelante, Ranfa regresa a Landosol para ayudar a derrotar a Misora.
Azold (アゾールド Azōrudo?)
Seiyū: Nobuyuki Kobushi
Es miembro del gremio 'Rage Legion'. Se une al gremio con el deseo de salvar a su hija de la realidad por razones desconocidas. Por ella el dijo que estaba dispuesto a convertirse en un demonio. Se sabe que era un oficial de alto rango de la Interpol en la realidad. En general el es un buen tipo, diciendo que no le gusta lastimar niños ni a otros jugadores. Al ser derrotado junto a sus compañeros del gremio y ante la llegada de Eris, usa su magia de teletransportación para salvar a Kariza y Ranpha de ser eliminados por Eris, sacrificándose en el acto. Después de ello, Misora revela luego que una de las Valkyrias que controla era la hija de Azold.
Misora (ミソラ Misora?) / Misora Nagare (流 ミソラ Nagare Misora?)
Seiyū: Akari Kitō
Ella es miembro del gremio 'Rage Legion'. De todos los miembros es la más misteriosa actualmente, no se sabe nada de ella, ni de su deseo ni de su pasado. Azold trato de investigarla pero no encontró nada. Posee habilidades como teletransporte, alteración de memoria y la capacidad de convertir en bombas a objetos inorgánicos. Misora posee un carácter alegre y se considera a sí misma una chica mala, ya que disfruta matar a personas y destruir cosas. Ella posee una legión de Valkyrias, quienes en realidad eran jugadoras que perdieron sus avatares las cuales fueron remodeladas y se les lavó el cerebro para que sean totalmente obedientes. Tras la derrota del gremio, ella los traiciona invocando a Eris, revelando que siempre fue fiel a ella y que los estaba utilizando para sus planes. Misora captura a Yui, Hiyori y Rei y las encierra en una jaula. Luego obliga a los demás a enfrentarse a ella en una serie de juegos para rescatarlas, resultando en un empate. Se desata un nuevo enfrentamiento entre Misora y los otros gremios con la ayuda de Ranfa, quienes logran liberar a las chicas y derrotan a Misora, quien se retira al perder la ventaja en la lucha. En la vida real, Misora es una esper y a igual que Muimi fue usada en experimentos, pero a Misora le fue mucho peor, porque fue atrapada por una organización terrorista llamada Instituto Copérnico y los experimentos sobre ella fueron mucho más severos, lo cual hizo desarrollar su personalidad retorcida. Después de haberse recuperado de su derrota, Misora recibe una llamada de Eris, en donde Misora dice que ahora le toca hacer su parte y luego será el turno de Eris. Se despiden y Misora dice que es el inicio de la Operación del mundo ideal de Eris. Después de que Miroku revelara que quiere usar Astrum y todas las almas dentro como sacrificio, Ames usa su habilidad de teletransportación para que Yuuki y los demás logren escapar de la Torre del Sol, pero son seguidos por Misora quien ya no oculta sus habilidades esper. Las Shadows atacan al grupo y Misora aprovecha para llevar a Yuuki a Eris. Ella le cuenta que cuando era niña, sus padres al descubrir sus poderes esper, quisieron "venderla" a la TV para hacerla famosa, lo cual llamó la atención del Instituto Copérnico, quienes asesinaron a sus padres, la secuestran y experimentan con ella durante diez años. Más adelante libera a Kaiser Insight, solo para ver cómo se dañan tanto Eris como Yuuki.
Miroku (ミロク Miroku?)
Seiyū: Kōsuke Toriumi
Personaje misterioso que en la vida real es el líder de la secta a la que pertenecen Kyaru, Kaiser entre otros. Al parecer mueve los hilos burocráticos de Astrum y es aliado de Eris. Tiene cautiva a Ameth y revivió a Zane (hermano de Sheffi) como un zombie. Si bien está involucrado en la política, no le interesa Landosol en lo absoluto; ya que para él lo más importante es la Torre de Sol, que pretende usarla para la resurrección de su Dios, para lo cual busca arrebatarle los Orbes del Sol que posee Labyrista. Cuando Yuuki, Kokkoro y los demás llegan a la Torre de Sol, son interceptados por Miroku, quien les revela que todas sus investigaciones fue para buscar respuestas sobre fenómenos inexplicables por la ciencia, por lo que cree que es obra de Dios. También revela su verdadera forma y ataca al grupo. Ranfa puede escuchar muchas voces que provienen del cuerpo de Miroku, lamentándose y gritando. Miroku dice que los oídos de Ranfa son muy buenos pero que para el no son gritos, son más como un coro de ángeles. Miroku dice su propósito, ya que de todas formas Eris solo está interesada en Yuuki y en un nuevo mundo para ellos el bien podría aprovechar el residuo, sacrificar todas las almas de Astrum para hacer una conexión con su dios. Posteriormente Miroku se introduce en el gigante y comienza a absorber la almas para fortalecerse, pero es derrotado por Yuuki y las chicas y Kyaru le arrebata el Orbe del Sol. Con sus últimas fuerzas Miroku logra escapar del gigante e intenta impedir que Yuuki y los demás usen el teletransporte para que este lugar sea su tumba, sin embargo, falla en su intento debido a la interferencia de Ames. Malherido, Miroku intenta escapar, pero es interceptado por un Zane en modo berseker y lo mata hundiéndole la cabeza en el suelo.
Eito Okto (尾狗刀詠斗 Okutou Eito?)
Seiyū: Takehito Koyasu
Vicecapitán del gremio 'NIGHTMARE' y aliado de Miroku y Eris. Un individuo astuto e inteligente. Okto es extremadamente hábil con la tecnología, pudiendo piratear Wisdom sin ayuda, así como obtener los datos de todos los mimis de la escuela secundaria Tsubakigaoka. También es experto en el engaño, capaz de engañar tanto a sus aliados como a sus enemigos. A pesar de que está ayudando a Miroku a conseguir los Orbes del Sol, Okto no quiere que los tenga. En la vida real, Okto es el presidente del consejo estudiantil de la escuela secundaria Tsubakigaoka y es popular entre las chicas de la escuela.
Nea (ネア Nea?)
Seiyū: Azumi Waki
Personaje misterioso que entró después de la reconstrucción de Landosol y es parte de un grupo externo desconocido cuyo propósito aún se desconoce. A ella le gusta "jugar" con niños.
Anne (アン Anne?)
Seiyū: Yōko Hikasa
Es una personaje proveniente del juego Rage of Bahamut: Manaria Friends. No está afiliada a ningún gremio. Princesa del Reino de Manaria y estudiante de la Academia de Magia Manaria junto a Grea y Lou. Esta prodigio mágico ha sido capaz de comandar espíritus guardianes desde una edad temprana. Alegre y siempre tratando de hacer lo correcto, atrae a los demás con el carisma heredado de su padre, el rey. De todos modos, ella puede ser atolondrada de vez en cuando. Se preocupa profundamente por su amiga Grea.
Grea (グレア Grea?)
Seiyū: Ayaka Fukuhara
Es una personaje proveniente del juego Rage of Bahamut: Manaria Friends. No está afiliada a ningún gremio. Asiste a la Academia de Magia Manaria junto a Anne y Lou. Una niña mitad humana, mitad dragón que era una inadaptada en el hogar de los dragones. Grea se inscribió en la Academia de Magia Manaria para probar la vida con los humanos. Inicialmente, estaba acomplejada por su apariencia, pero su amistad con Anne la está ayudando a tener más confianza. Aunque esto nunca se hace completamente explícito, Grea parece tener sentimientos románticos por Anne, quien es su verdadera amiga en Mysteria.
Lou (ルゥ Lou?)
Seiyū: Kimiko Koyama
Es una personaje proveniente del juego Rage of Bahamut: Manaria Friends. No está afiliada a ningún gremio. Asiste a la Academia de Magia Manaria junto a Anne y Grea. Una estudiante de primer año espaciosa y tonta pero adorable. Se convierte en la mejor amiga de un observador, un monstruo con forma de globo ocular que cayó del cielo. Aunque todavía le queda un largo camino por recorrer cuando se trata de aprender magia, disfruta de la vida en la academia.
Emilia (エミリア Emiria?)
Seiyū: Rie Takahashi
Es una personaje proveniente de la serie de novelas y anime Re:Zero kara Hajimeru Isekai Seikatsu como parte de una colaboración con el juego. No está afiliada a ningún gremio. Es una chica semi-elfa de pupilas púrpura azuladas y cabello plateado. Es alquimista y domina la magia espiritual de cuatro sistemas gracias a su contrato con Puck.
Ram (ラム Ramu?)
Seiyū: Rie Murakawa
Es una personaje proveniente de la serie de novelas y anime Re:Zero kara Hajimeru Isekai Seikatsu como parte de una colaboración con el juego. No está afiliada a ningún gremio. Es la hermana gemela mayor de Rem.
Rem (レム Remu?)
Seiyū: Inori Minase
Es una personaje proveniente de la serie de novelas y anime Re:Zero kara Hajimeru Isekai Seikatsu como parte de una colaboración con el juego. No está afiliada a ningún gremio. Es la hermana gemela menor de Ram.
Subaru Natsuki (ナツキ・スバル [菜月 昴] Natsuki Subaru?)
Seiyū: Yūsuke Kobayashi
Es un personaje y protagonista proveniente de la serie de novelas y anime Re:Zero kara Hajimeru Isekai Seikatsu como parte de una colaboración con el juego. Aparece únicamente como personaje de apoyo en el evento de colaboración.
Puck (パック Pakku?)
Seiyū: Yumi Uchiyama
Es un personaje proveniente de la serie de novelas y anime Re:Zero kara Hajimeru Isekai Seikatsu como parte de una colaboración con el juego. Aparece únicamente como personaje de apoyo en el evento de colaboración. Es un poderoso espíritu en forma de gato. Puede leer la mente de las personas a través de sus emociones y su intenciones.
Uzuki Shimamura (島村 卯月 Shimamura Uzuki?)
Seiyū: Ayaka Ohashi
Es una personaje proveniente de la franquicia iDOLM@STER como parte de una colaboración con el juego. Es miembro del gremio 'New Generations'. Uzuki es una chica que siempre tiene una sonrisa increíble en su rostro. Siempre es brillante y positiva, y la dedicación que tiene para convertirse en idol es insuperable. Aunque parece una chica común y corriente, su dedicación y sinceridad son lo que todos aman de ella.
Mio Honda (本田 未央 Honda Mio?)
Seiyū: Sayuri Hara
Es una personaje proveniente de la franquicia iDOLM@STER como parte de una colaboración con el juego. Es miembro del gremio 'New Generations'. Mio es capaz de romper el hielo fácilmente en cualquier situación con su personalidad extrovertida y su energía inherente, que atrae a los demás a su ritmo. Tiene la costumbre de poner apodos a los otros idols que la rodean.
Rin Shibuya (渋谷 凛 Shibuya Rin?)
Seiyū: Ayaka Fukuhara
Es una personaje proveniente de la franquicia iDOLM@STER como parte de una colaboración con el juego. Es miembro del gremio 'New Generations'. Con su elegante cabello negro y su imponente uniforme escolar, Shibuya Rin es una colegiala genial y moderna. Vive en una floristería, donde ocasionalmente ayuda a sus padres en el mostrador. Aunque su comportamiento distante la hace parecer el tipo de persona a la que es difícil acercarse, Rin muestra un lado más honesto una vez que confía más en los demás.
Vampy (ヴァンピィ Vampy?)
Seiyū: Rie Kugimiya
Es una personaje proveniente del juego Rage of Bahamut. Una vampiro que, hasta hace poco, dormía en lo profundo del bosque. Ahora viaja por el mundo para encontrar un medio de despertar a sus hermanos en hibernación. Su ingenuidad solo es superada por sus formas caprichosas. A veces suele ser adorable.

## Media

### Manga
Una adaptación de manga, escrita por Asahiro Kakashi e ilustrada por wEshica/Shōgo, ha sido serializada en línea a través de la aplicación de manga Cycomics de Cygames. Kodansha ha publicado dos volúmenes de tankōbon hasta febrero de 2019.

### Anime
Una adaptación a serie de televisión de anime de CygamesPictures se emitió del 6 de abril al 29 de junio de 2020. La serie se estrenó en Japón en Tokyo MX, BS 11, SUN, KBS antes de emitirse en otros canales. También fue transmitido simultáneamente en Norteamérica por Crunchyroll. La serie fue dirigida por Takaomi Kanasaki con la dirección asistente de Kana Harufuji. Satomi Kurita, Lie Jun Yang y Yasuyuki Noda proporcionaron diseños de personajes.
El 13 de agosto de 2020, se anunció que la serie recibirá una segunda temporada, y CygamesPictures se encargará nuevamente de su producción. Está dirigida por Yasuo Iwamoto, con Kanasaki como director en jefe. Mai Watanabe se une a Kurita, Yang y Noda para proporcionar diseños de personajes, e Imagine está componiendo la música de la serie. El elenco principal repetirá sus papeles. La segunda temporada se estrenó el 11 de enero de 2022.